# ×Cephalorchis sussana
Cephalanthera longifolia × Orchis mascula subsp. laxifloriformis, Cephalanthera longifolia × Orchis langei
Hybride
×Cephalorchis sussana est une espèce hybride intergénérique de plantes à fleurs de la famille des Orchidaceae. Cet hybride à priori monospécifique (un seul hybride connu rapporté à xCephalorchis) et endémique d'Espagne, hémicryptophyte, a été découvert par Francisco María Vázquez en 2009 sur la municipalité de Valle de Matamoros. Il résulte du croisement entre l'espèce Cephalanthera longifolia et la sous-espèce Orchis mascula subsp. laxifloriformis (également connue, au rang d'espèce, comme Orchis langei).

## Description
Cet hybride se caractérise par la présence d'une inflorescence allongée et lâche, avec des fleurs violettes à sépales, ressemblant à la fleur de Céphalanthère, et avec un labelle court muni d'un petit éperon.
Francisco María Vázquez le considère lorsqu'il le décrit comme un croisement entre Cephalanthera longifolia (L.) Fritsch et Orchis langei K.Richt. Ce dernier nom est un synonyme de Orchis mascula subsp. laxifloriformis.
Les possibilités de croisement entre les deux espèces paraissent très limitées ; le nombre de chromosomes coïnciderait dans le cas où Cephalanthera longifolia avait une diploïdie de 2n=34+2B et Orchis langei (syn. Orchis mascula subsp. laxifloriformis) de 2n=36. Il s'agit en effet du nombre de chromosomes le plus bas et le plus proche connu à ce jour pour les représentants du genre Orchis dans la péninsule ibérique.

### Publication originale
- (es) F.M.Vázquez, « Photos de la plante », sur www.ophrys.cat (consulté le 8 février 2021)
- (es) F.M.Vázquez, « Revisión de la familia Orchidaceae en Extremadura (España) », Folia Bototanica Extremadurensis, Vicepresidencia Segunda y Consejería de Economía, Comercio e Innovación, vol. 3,‎ 2009, p. 119 (ISSN 1887-6587, lire en ligne [PDF], consulté le 8 février 2021)